# Gabriola bidisata
Gabriola bidisata är en fjärilsart som beskrevs av Dyar 1903. Gabriola bidisata ingår i släktet Gabriola och familjen mätare. Inga underarter finns listade i Catalogue of Life.